# Tresteg för damer i friidrott vid olympiska sommarspelen 2000
Tresteg för damer vid olympiska sommarspelen 2000 i Sydney avgjordes 22-24 september. 

## Medaljörer
| Gren    | Guld                      | Guld    | Silver                    | Silver  | Brons                  | Brons   |
| Tresteg | Tereza Marinova Bulgarien | 15,20 m | Tatyana Lebedeva Ryssland | 15,00 m | Olena Hovorova Ukraina | 14,96 m |

## Resultat
- Q innebär avancemang utifrån placering i heatet/klarat kvalgränsen.
- q innebär avancemang utifrån total placering.
- DNS innebär att personen inte startade.
- DNF innebär att personen inte fullföljde.
- DQ innebär diskvalificering.
- NR innebär nationellt rekord.
- OR innebär olympiskt rekord.
- WR innebär världsrekord.
- PB innebär personligt rekord.
- SB innebär säsongsbästa.

### Kval
Hölls fredagen den 22 september 2000.

#### Grupp A
| Placering | Totalt | Idrottare              | Nation         | Märke | Kval | Rekord |
| --------- | ------ | ---------------------- | -------------- | ----- | ---- | ------ |
| 1         | 3      | Tereza Marinova        | Bulgarien      | 14,73 | Q    |        |
| 2         | 6      | Ashia Hansen           | Storbritannien | 14.29 | Q    | SB     |
| 3         | 7      | Yamile Aldama          | Kuba           | 14.27 | Q    |        |
| 4         | 9      | Oksana Rogova          | Ryssland       | 14.25 | Q    |        |
| 5         | 10     | Cristina Elena Nicolau | Rumänien       | 14.14 | q    |        |
| 6         | 13     | Viktorija Brigadnaja   | Turkmenistan   | 13.96 |      |        |
| 7         | 14     | Kene Ndoye             | Senegal        | 13.96 |      |        |
| 8         | 15     | Natalja Safronava      | Belarus        | 13.92 |      |        |
| 9         | 16     | Marija Dimitrova       | Bulgarien      | 13.87 |      |        |
| 10        | 17     | Camilla Johansson      | Sverige        | 13.87 |      |        |
| 11        | 20     | Olena Chlusovitj       | Ukraina        | 13.60 |      |        |
| 12        | 21     | Jelena Parfjonova      | Kazakstan      | 13.50 |      |        |
| 13        | 22     | Marija Martinovic      | FR Jugoslavien | 13.49 |      |        |
| 14        | 25     | Nicole Gamble          | USA            | 13.33 |      |        |

#### Grupp B
| Placering | Totalt | Idrottare             | Nation    | Märke | Kval | Rekord |
| --------- | ------ | --------------------- | --------- | ----- | ---- | ------ |
| 1         | 1      | Tatjana Lebedeva      | Ryssland  | 14,91 | Q    |        |
| 2         | 2      | Olena Hovorova        | Ukraina   | 14.76 | Q    |        |
| 3         | 4      | Anja Valant           | Slovenien | 14.36 | Q    |        |
| 4         | 5      | Sarka Kasparkova      | Tjeckien  | 14.34 | Q    | SB     |
| 5         | 8      | Olga-Anastasi Vasdeki | Grekland  | 14.26 | Q    | SB     |
| 6         | 11     | Françoise Mbango      | Kamerun   | 14.13 | q    |        |
| 7         | 12     | Baya Rahouli          | Algeriet  | 13.98 | q    |        |
| 8         | 18     | Carlota Castrejana    | Spanien   | 13.76 |      |        |
| 9         | 19     | Inna Lasovskaja       | Ryssland  | 13.75 |      |        |
| 10        | 23     | Keisha Spencer        | Jamaica   | 13.49 |      |        |
| 11        | 24     | Luciana Santos        | Brasilien | 13.48 |      |        |
| 12        | 26     | Ren Ruiping           | Kina      | 13.16 |      |        |
| 13        | 27     | Anna Tarasova         | Kazakstan | 13.11 |      |        |

#### Totala kvalresultat
| Placering | Idrottare              | Nation         | Grupp | Märke | Kval | Rekord |
| --------- | ---------------------- | -------------- | ----- | ----- | ---- | ------ |
| 1         | Tatjana Lebedeva       | Ryssland       | B     | 14,91 | Q    |        |
| 2         | Olena Hovorova         | Ukraina        | B     | 14.76 | Q    |        |
| 3         | Tereza Marinova        | Bulgarien      | A     | 14.73 | Q    |        |
| 4         | Anja Valant            | Slovenien      | B     | 14.36 | Q    |        |
| 5         | Sarka Kasparkova       | Tjeckien       | B     | 14.34 | Q    | SB     |
| 6         | Ashia Hansen           | Storbritannien | A     | 14.29 | Q    | SB     |
| 7         | Yamile Aldama          | Kuba           | A     | 14.27 | Q    |        |
| 8         | Olga-Anastasi Vasdeki  | Grekland       | B     | 14.26 | Q    | SB     |
| 9         | Oksana Rogova          | Ryssland       | A     | 14.25 | Q    |        |
| 10        | Cristina Elena Nicolau | Rumänien       | A     | 14.14 | q    |        |
| 11        | Françoise Mbango       | Kamerun        | B     | 14.13 | q    |        |
| 12        | Baya Rahouli           | Algeriet       | B     | 13.98 | q    |        |
| 13        | Viktorija Brigadnaja   | Turkmenistan   | A     | 13.96 |      |        |
| 14        | Kene Ndoye             | Senegal        | A     | 13.96 |      |        |
| 15        | Natallia Safronava     | Belarus        | A     | 13.92 |      |        |
| 16        | Marija Dimitrova       | Bulgarien      | A     | 13.87 |      |        |
| 17        | Camilla Johansson      | Sverige        | A     | 13.87 |      |        |
| 18        | Carlota Castrejana     | Spanien        | B     | 13.76 |      |        |
| 19        | Inna Lasovskaja        | Ryssland       | B     | 13.75 |      |        |
| 20        | Olena Chlusovitj       | Ukraina        | A     | 13.60 |      |        |
| 21        | Jelena Parfjonova      | Kazakstan      | A     | 13.50 |      |        |
| 22        | Marija Martinovic      | FR Jugoslavien | A     | 13.49 |      |        |
| 23        | Keisha Spencer         | Jamaica        | B     | 13.49 |      |        |
| 24        | Luciana Santos         | Brasilien      | B     | 13.48 |      |        |
| 25        | Nicole Gamble          | USA            | A     | 13.33 |      |        |
| 26        | Ren Ruiping            | Kina           | B     | 13.16 |      |        |
| 27        | Anna Tarasova          | Kazakstan      | B     | 13.11 |      |        |

### Final
| Placering | Idrottare              | Nation         | Märke | Noteringar |
| --------- | ---------------------- | -------------- | ----- | ---------- |
| 1         | Tereza Marinova        | Bulgarien      | 15,20 | NR         |
| 2         | Tatjana Lebedeva       | Ryssland       | 15,00 |            |
| 3         | Olena Hovorova         | Ukraina        | 14,96 | PB         |
| 4         | Yamile Aldama          | Kuba           | 14,30 |            |
| 5         | Baya Rahouli           | Algeriet       | 14,17 |            |
| 6         | Cristina Elena Nicolau | Rumänien       | 14,17 |            |
| 7         | Olga-Anastasi Vasdeki  | Grekland       | 14,15 |            |
| 8         | Oksana Rogova          | Ryssland       | 13,97 |            |
| 9         | Anja Valant            | Slovenien      | 13,59 |            |
| 10        | Françoise Mbango       | Kamerun        | 13,53 |            |
| 11        | Ashia Hansen           | Storbritannien | 13,44 |            |
|           | Sarka Kasparkova       | Tjeckien       | NM    |            |